# 浦島慧子
浦島 慧子（うらしま さとこ、1986年5月6日 - ）は、大阪府出身の元バスケットボール選手である。旧姓・別所。ニックネームは「ニナ」。ポジションはセンター。

## 来歴
桜花学園高を卒業後、デンソーに入社。
年代別代表として2007年のU-21世界選手権に出場。
2009年にはウィリアム・ジョーンズカップ日本代表にも選ばれた。
2014年、引退。

## 経歴
- 桜花学園高校 - デンソー（2005年〜2014年）

## 日本代表歴
- 2007U-21世界選手権
- ウィリアム・ジョーンズカップ